# Žalha vas, Mostič
Žalha vas (nemško Salchendorf) je naselje v Občini Mostič v Okraju Šentvid ob Glini na Koroškem v Avstriji.